# 七科谪
七科谪是秦始皇以及漢武帝時朝廷征发徭役、兵役时首先征发的七类人，他们分別是有罪的官吏、逃亡的罪犯、贅婿、有「市籍」（商賈戶籍）的商人、曾经有「市籍」者、父母曾经有「市籍」者、祖父母曾经有「市籍」者。秦始皇於前214年派人戍守嶺南以及汉武帝对匈奴、大宛的战争以及前97年漢武帝派人戍守朔方時都是率先征用這類人。